# 노스럽 T-38 탤론

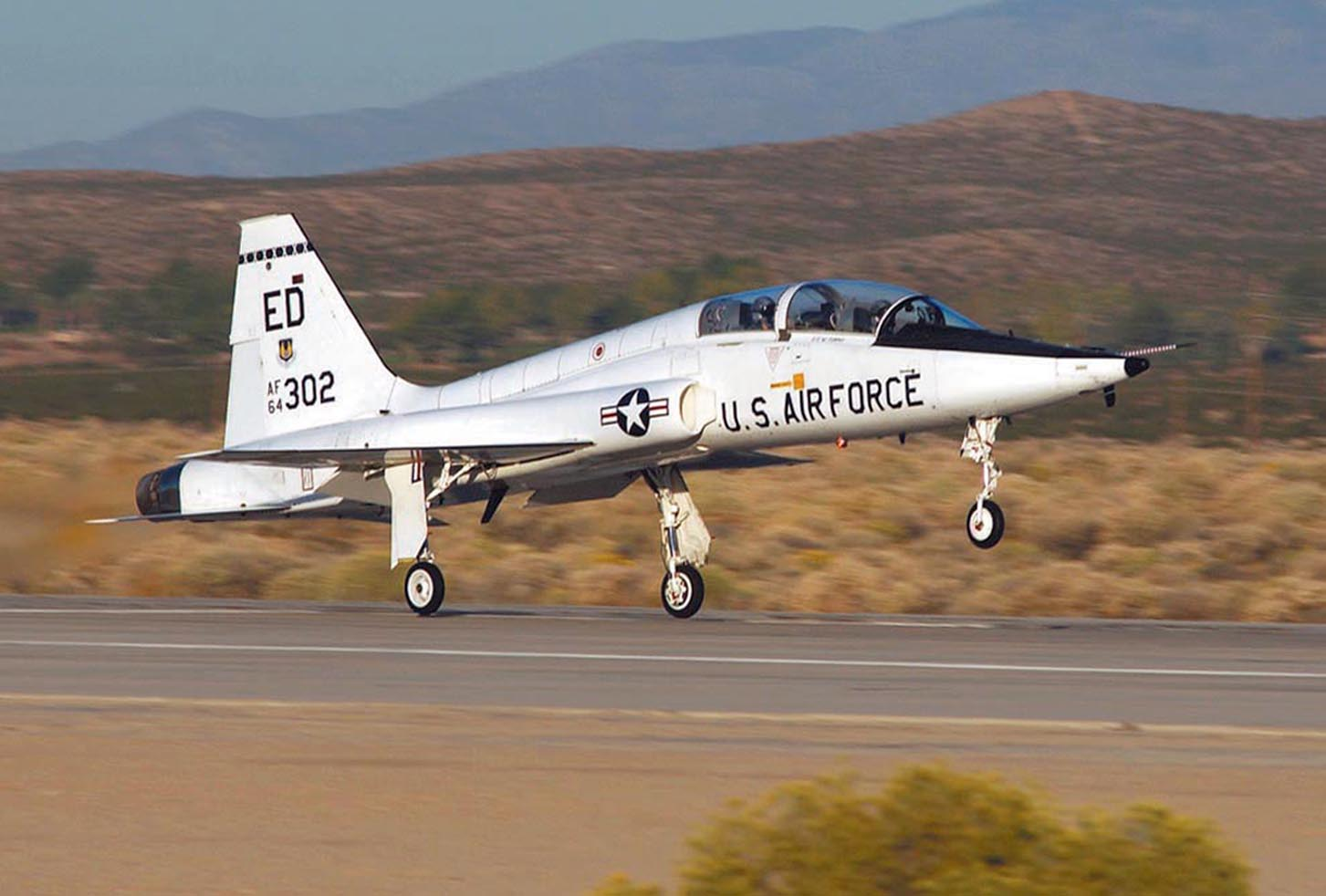
엔진 하나 끄고 이륙중인 T-38

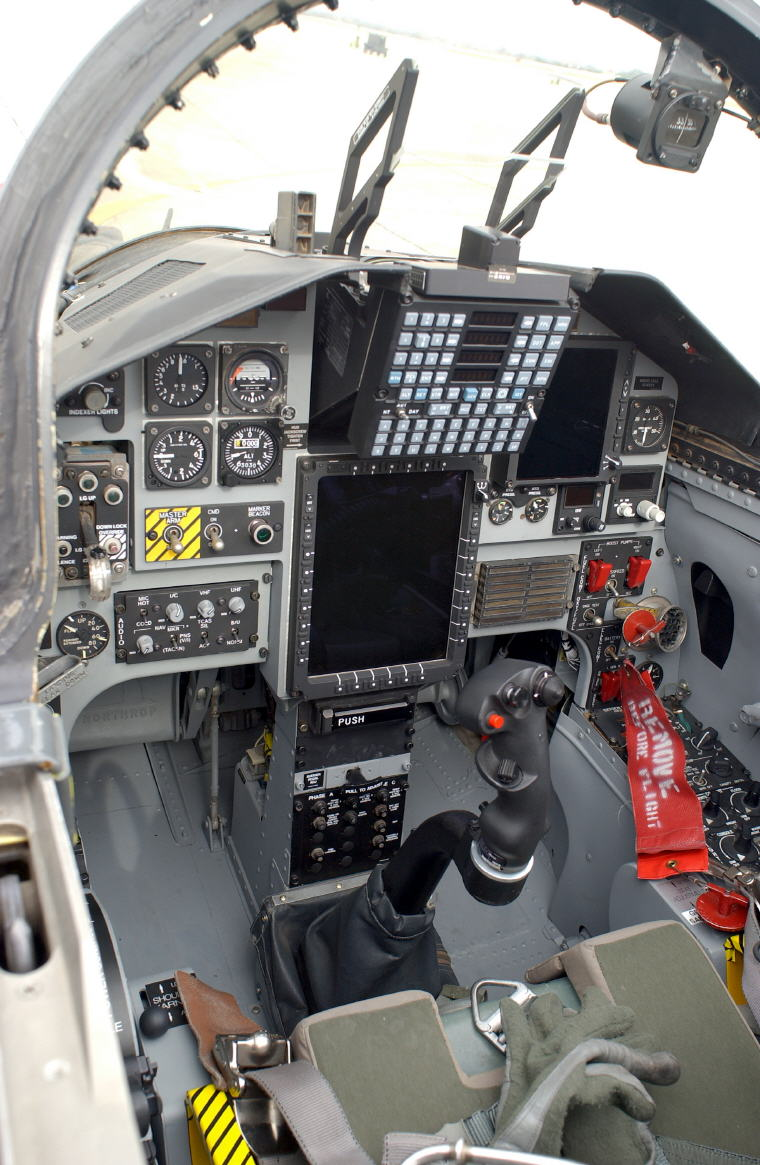
T-38C의 조종석

T-38 탤론(T-38 Talon)은 1950년대 노스롭사의 경량 전투기 프로젝트(the N-156 project:후에 F-5가 됨)의 훈련기 버전으로 개발되었다. 경량전투기(F-5)의 개발은 되었지만, 미국은 당시 그런 전투기가 필요 없었다. 그래서 그것을 훈련기로 생산, T-33 훈련기를 교체하였다.
세계 최초의 초음속 제트 훈련기이며, 2005년까지 운용될 예정이다. 세계에서 가장 많이 팔린 초음속 훈련기이다. 제트 훈련기로서의 최초는 아니다. 이전에도 T-2 T-33 등의 제트 훈련기가 존재했다. 음속을 돌파하는 제트 훈련기는 탤론이 최초이다.
한국은 T-38을 대체하기 위해 T-50 골든이글을 개발완료하고, 2005년 말부터 대량생산 중이다.

## 운용국가
- 독일
- 포르투갈
- 중화민국 (대만)
- 튀르키예
- 대한민국 - 1999년 4월 도입.
- 미국 - 2007년 현재 462대 보유.[1]

## 같이 보기
- 노스롭 F-5 프리덤 파이터 탤론의 전투기 버전이다.
- 미쓰비시 T-2 - 일본판 탤론.
- 미쓰비시 F-1 - 일본판 탤론의 전투기 버전이다.
- T-50 골든이글 - 한국공군에서의 T-38의 후계기.